# Emma Vyssotsky

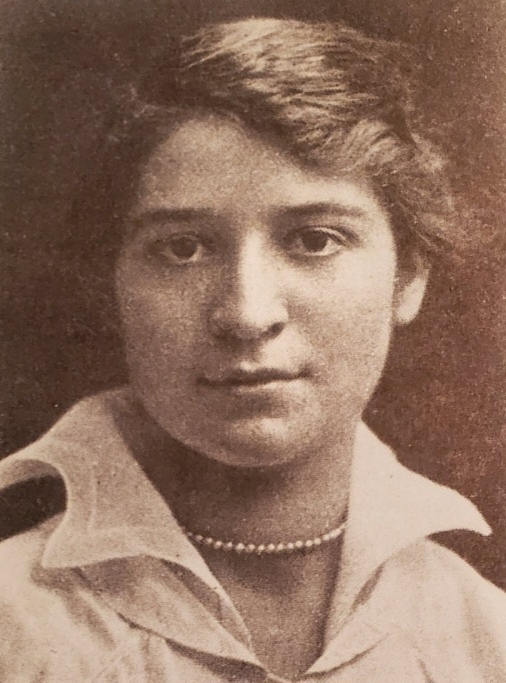
Emma Vyssotsky

Emma Vyssotsky (* 23. Oktober 1894 in Media, Pennsylvania; † Mai 1975), geboren als Emma T. R. Williams, war eine US-amerikanische Astronomin.

## Biographie
Vyssotsky machte 1930 ihren Ph.D. in Astronomie am Harvard College. Sie verbrachte ihre komplette Karriere am McCormick Observatory der University of Virginia. Ihr Fachgebiet waren die Bewegungen von Sternen insbesondere in der Milchstraße.
Vyssotsky heiratete 1929 den russischen Astronomen Alexander N. Vyssotsky. Gemeinsam haben sie einen Sohn, Victor A. Vyssotsky (Mathematiker und Informatiker).
Sie wurde 1946 mit dem Annie-Jump-Cannon-Preis für Astronomie der American Astronomical Society ausgezeichnet.